# Ryk

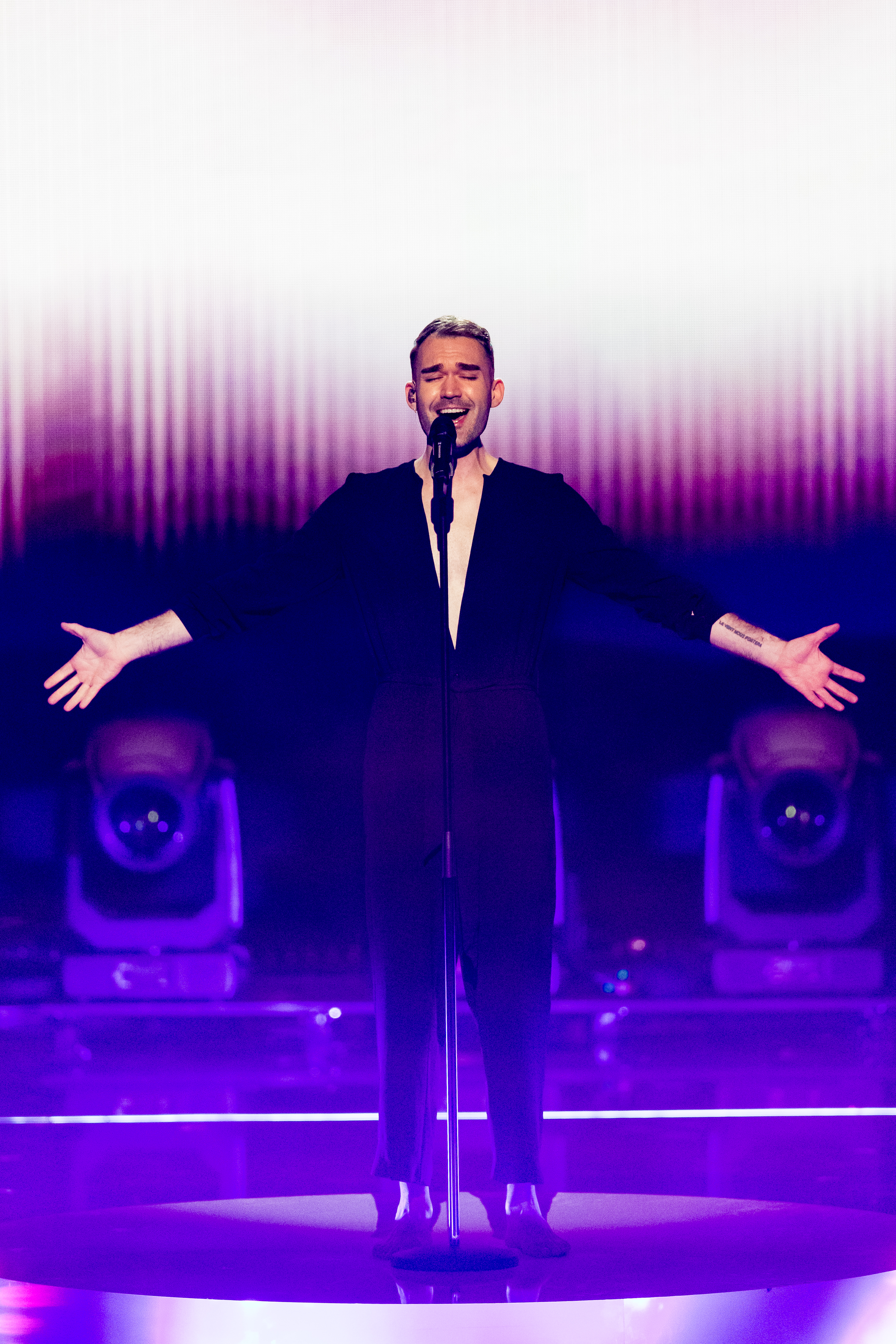
Ryk beim Eurovision Song Contest – Das deutsche Finale 2024 in Berlin (2024)

Ryk (* 30. November 1989 in Gehrden als Rick Jurthe; ehemals unter dem Namen Foxos auftretend) ist ein deutscher Sänger, Komponist und Musikproduzent.

## Leben
Mit 5 Jahren erhielt Jurthe erstmals Unterricht im Klavierspiel. Bis zu seinem 17. Lebensjahr absolvierte er eine klassische Ausbildung nach russischer Schule bei der aus Sankt Petersburg stammenden Pianistin Vera Spindel. Nach seinem Abitur am Gymnasium Bad Nenndorf studierte Jurthe an der Hochschule für Musik, Theater und Medien Hannover, der Goldsmiths University of London und dem Royal College of Music Stockholm Komposition und Musikproduktion. Er arbeitet seither als Songwriter, Komponist und Musikproduzent für diverse Projekte und Künstler in unterschiedlichsten Genres, u. a. dem Cirque du Soleil und den Wiener Symphoniker.
Jurthe engagiert sich in zahlreichen ehrenamtlichen Projekten zur Förderung junger Popkultur. Im Frühjahr 2014 wurde er für sein Engagement mit dem deutschen Studentenwerkspreis ausgezeichnet. Im Frühjahr 2017 wurde seine Filmmusik zum Kurzfilm Samira mit Lucas Prisor auf dem Festival International du Film d’Aubagne für den Preis der besten Filmmusik nominiert. Kurz danach wurde Jurthe als Komponist und musikalischer Leiter des Feuerwerk der Turnkunst, der mit jährlich 250.000 Zuschauern europaweit größten und erfolgreichsten Zirkus- und Varieté-Show, verpflichtet.
Am 22. Februar 2018 nahm Jurthe als Ryk an der Fernsehshow Unser Lied für Lissabon, der deutschen Vorentscheidung zum Eurovision Song Contest 2018 mit dem Lied You And I teil. Er belegte den dritten Platz. Im Herbst 2019 gastierte Jurthe als Sänger an der Seite von Conchita Wurst bei einem Crossover-Konzert mit den Wiener Symphonikern in der Stadthalle Wien.
Für die für das Jahr 2020 geplante Residenz-Show 'NYSA' des Cirque du Soleil im Theater am Potsdamer Platz in Berlin wurde Jurthe als männliche Gesangshauptrolle gecastet. Die Show wurde aufgrund der COVID-19-Pandemie auf unbestimmte Zeit verschoben. Für die auf das Jahr 2021 verschobenen Olympische Sommerspiele 2020 in Tokio gestaltete Jurthe in Zusammenarbeit mit dem Niedersächsischen Turnerbund und der Fédération Internationale de Gymnastique das musikalische Konzept der FIG-Gala.
Zum 75. Geburtstag des deutschen Bundeslandes Niedersachsen komponierte Jurthe ein symphonisches Werk für das Niedersächsische Jugendsinfonieorchester, welches bei einem Festakt am 1. November 2021 im Kuppelsaal Hannover uraufgeführt wurde. Seit Februar 2023 arbeitet Jurthe als Creative Director der Turn- und Akrobatikshow Feuerwerk der Turnkunst. Am 16. Februar 2024 nahm er mit dem Titel Oh Boy erneut an der deutschen Vorentscheidung zum Eurovision Song Contest 2024 teil und belegte den dritten Platz.

## Eigene Musikprojekte
Mit der im Frühjahr 2014 veröffentlichten Debüt-EP Fables trat Jurthe erstmals unter dem Pseudonym FOXOS musikalisch mit eigenem Repertoire an die Öffentlichkeit. Unmittelbar danach erreichte er als Teilnehmer die Endrunde des renommierten PopCamps des Deutschen Musikrates Von 2015 bis 2016 war er als FOXOS Teil der 17. Generation des Bandförderprojektes Bandpool der Popakademie Baden-Württemberg. Im Mai 2015 gewann er den Musikförderpreis Krach&Getöse der HASPA Musikerförderung und des RockCity e. V. Hamburgs.,
Es folgten zahlreiche Auftritte auf Festivals, u. a. c/o POP Festival Reeperbahn Festival, NDR Musikfestival, EXPO Milano 2015, Wutzrock Festival, Sound of the Forest Festival. und eine Einladung zu TV Noir in Kooperation mit ArteConcert auf dem Secrets Festival. Im Juli 2015 traf er für ein Crossoverprojekt auf das Junge Sinfonieorchester Hannover. Kurz danach kam Jurthe für eine Zusammenarbeit mit dem Bochumer Label Roof Music zusammen, die jedoch nur kurze Zeit Bestand hatte, und gründete anschließend das eigene Label Welthund Music. Im Dezember 2015 erschien die zweite EP Polar, die auf Platz 45 der iTunes-Charts einsteigt. Im Herbst 2016 trug er ein Rework zum dritten Album des Hamburger Elektropop Duos Hundreds bei, das im November 2016 über Embassy of Music erschien.

## Diskografie
EPs
- 2014: Fables (Welthund Music)
- 2015: Polar (Roof Music)
- 2021: Parasite Future (Welthund Music)

Singles
- 2013: Run (Welthund Music)
- 2016: Un-Unify (Embassy of Music)
- 2018: You And I (Welthund Music)
- 2024: Oh Boy (Welthund Music)

## Filmografie
- 2015: Samira (Kurzfilm, Regie: Charlotte Rolfes)

- 2017: Mission 01 (Kurzfilm, Regie: Alexander Bergmann)

- 2021: Opus: A Circus Music

## Auszeichnungen
- 2020: German Songwriting Award, Nominierung in den Kategorien Singer Songwriter und Open/Alternative[38]